# Rouf
Rouf (griechisch Ρουφ) ist ein Stadtviertel der griechischen Hauptstadt Athen.

## Geografie
Rouf befindet sich westlich des Stadtzentrums, südwestlich des Omonia-Platzes in dem Bereich, in dem die breiten und verkehrsreichen Straßen Pireos (Piräus-Straße) und Petrou Ralli (Petros-Rallis-Straße) aufeinandertreffen.
Rouf war lange ein Industriegebiet. Nach und nach sind die Industriebetriebe allerdings zum großen Teil weggezogen.

## Infrastruktur
In dem Stadtviertel befindet sich die Rouf-Kaserne, neben der Goudi-Kaserne einer der großen Militärstützpunkte in Athen.
Durch das Viertel führt die S-Bahnlinie (Metro Athen) Piräus-Kifisia und die Bahnstrecke Piräus–Thessaloniki besitzt hier einen Haltepunkt, den Bahnhof Rouf.

## Kultur und Sport
Der Bahnhof Rouf beherbergt heute ein kleines Theater („Τρένο στο Ρουφ“ Zug im Rouf), das in ausgedienten Eisenbahnwagen Aufführungen darbietet.
Das Stadtviertel hat einen traditionsreichen Fußballclub: PAO Rouf, der in der ersten Riege der 3. Liga (Football League 2) spielt.